# Сан-Мигель-де-Косумель
Сан-Мигель-де-Косумель (исп. San Miguel de Cozumel) — город в Мексике, штат Кинтана-Роо, административный центр муниципалитета Косумель. Второй по величине город в Кинтана-Роо, с населением 71 401 человек.
Это одно из главных туристических направлений в Мексике. Сюда заходят круизные суда, а местные воды хорошо подходят для дайвинга. Город обслуживает Международный аэропорт Косумель. Сообщение с материком осуществляется с помощью парома, который осуществляет рейсы до Плая-дель-Кармен.